# Frankito
 (janvier 2025).
Franck Salin dit Frankito (né en 1973 à Bordeaux) est un journaliste, réalisateur et écrivain français d'origine guadeloupéenne. Il est notamment l'auteur de Bòdlanmou pa lwen, première pièce en créole guadeloupéen lue à la Comédie Française en 2007.

## Biographie
Franck Salin est né à Bordeaux de parents guadeloupéens en 1973. Il passe son enfance et son adolescence en Guadeloupe avant de s’installer en France hexagonale pour faire des études études de lettres et d’histoire. Il obtient un DEA d'histoire à la Sorbonne et suit des études de journalisme à l'École supérieure de journalisme de Paris. Il travaille ensuite pour de nombreux médias dont Radio France internationale, RFO ou Afrik.com.
En 2000, il publie son premier roman, Pointe-à-Pitre-Paris, aux éditions l'Harmattan. En 2013, son roman L'homme pas Dieu obtient le prix Carbet des Lycéens.

## Filmographie

### Comme réalisateur
- L'appel du tambour, 2008 (Palaviré productions, Trace), Prix du meilleur documentaire au Festival FEMI en 2009, sélectionné aux Rencontres Cinéma de Martinique 2009.
- Sur un air de révolte, 2013 (Palaviré productions, Trace), Sélection officielle du 24e FESPACO.
- Citoyens bois d'ébène, 2016 (Beau Comme une Image (BCI) / Beau Comme les Antilles (BCA), France Télévisions), Sélection officielle du 25e FESPACO.
- Des faucilles dans les veines, 2018 (Beau Comme une Image (BCI), France Télévisions)
- Camarade Jean; 2020 (Beau Comme une Image (BCI) / Beau Comme les Antilles (BCA), France Télévisions)
- La terre comme un poing, 2022 (Beau Comme une Image (BCI) / Beau Comme les Antilles (BCA), France Télévisions)